# Kijworaluk Rathavit
Rathavit Kijworalak (Tailandia; 19 de febrero de 1997), más conocido como Plan Rathavit es un actor, modelo y cantante tailandés, conocido por interpretar a Can en Love By Chance y a Wish en Reminders

## Carrera
Debutó como actor en 2016 en Make It Right: The Series interpretando a Wit, amigo del personaje principal Fuse continuo con su personaje también en su segunda temporada (2017), en 2016 actuó en War Of Convent: The Series, personifica a un chico gay llamado Petch.
En 2018 que empezó a tomar más relevancia al interpretar a Cantaloupe/Can en Love By Chance, Can es un chico pobre de repente comienza a toparse con Tin (Phiravich Attachitsataporn) es un tipo rico, apuesto y alto, quien ve a los chicos del programa tailandés muy por debajo de él, poco a poco se comienzan a enamorar pero Can tiene conflictos internos puesto que nunca a estado enamorado, este couple adquirió gran popularidad al hacer a Tin (Mean) y Can (Plan), así siendo bautizados por las fanes como 2wish
En 2019 debido a la gran popularidad que se alcanzó en LBC, el director Siwaj Sawatmaneekul (New) hizo un Spin-off  de LBC y Love Sick, siendo Wish, un chico que se encuentra enamorado de Two pero no sabe como expresarselo

Esta en una banda llamada TEMPT que está compuesta por:
- Rathavit Kijworaluk (Plan) (Baterista, Vocalista y Bailarín)
- Napat Na Ranong (Gun) (Bajista, Vocalista y Bailarín)
- Kirati Puangmalee (Title) (Guitarrista, Vocalista y Bailarín)
- Tanapon Sukhumpantanasan (Perth) (Guitarrista, Vocalista y Bailarín)

Debutaron el 24 de julio con el sencillo Tell Me Is This Love y la canción del mismo nombre.